# Gene Haas
Gene Haas, all'anagrafe Eugene Francis Haas (Youngstown, 12 novembre 1952) è un imprenditore statunitense, presidente della scuderia Haas F1 Team attiva in Formula 1 e della scuderia Stewart-Haas Racing attiva nella Nascar, nonché fondatore della Haas Automation.

## Carriera e Haas Automation
Haas è laureato presso la California State University di Northridge nel 1975 con un Bachelor of Science, più una laurea in contabilità e finanza. Inizialmente si era laureato in ingegneria, ma è passato al mondo degli affari dopo che la Lockheed ha rischiato di fallire. Dopo la laurea non è stato in grado di trovare un lavoro che pagasse più di quello che guadagnava nel suo lavoro estivo di officina meccanica. Quindi, per i successivi anni ha lavorato come macchinista e programmatore CNC. Nel 1978 apre Pro-turn Engineering, una piccola officina meccanica con due dipendenti.
Nel 1980, Haas notò che uno dei suoi dipendenti impiegava molto tempo per posizionare manualmente un indicizzatore. Haas pensava che costruire il proprio indicizzatore con un motore passo-passo sarebbe stato più efficiente. Ne costruì uno per sé e pochi altri per altre officine meccaniche. Nel marzo 1983, ha mostrato il suo indicizzatore a WESTEC (un'esposizione del settore). Dopo aver visto la reazione positiva dei partecipanti, ha deciso di formare Haas Automation per produrli in serie. Il suo primo prodotto commerciale, l'HBI-5C (Haas Brothers Indexer), vendette bene perché era programmabile e poco costoso. Nel 1986, Haas e un partner hanno ottenuto un brevetto statunitense per la loro invenzione.
Nel 1988 Haas ha avviato la produzione su un centro di lavoro CNC completamente chiuso a un prezzo ben al di sotto della concorrenza. Alcuni credevano che Haas avesse copiato o decodificato questa macchina, ma all'epoca le macchine esistenti erano così difficili da usare che Haas le usava come esempio di cosa non fare. Nel corso del tempo, le macchine utensili Haas sono diventate estremamente popolari, soprattutto perché erano semplici, molto convenienti e di facile utilizzo.
Nel 1996, Haas aveva considerato obsolete le sue strutture a Chatsworth, in California, e iniziò una ricerca che alla fine lo portò a Oxnard, in California. Nel marzo 1997, il trasferimento fu completato nello stabilimento di Oxnard, una struttura di 39.000 m 2 . Nel 2005, la fabbrica era stata ampliata a 1.000.000 di piedi quadrati (93.000 m 2).
Haas Automation è ora il più grande produttore di macchine utensili negli Stati Uniti. Le vendite per il 2008 hanno raggiunto un record, secondo quanto riferito poco meno di 1 miliardo di dollari in tutto il mondo.

## Motorsport

### NASCAR
Nel 2002, Haas ha formato un team di corse NASCAR, chiamato Haas CNC Racing. La Haas CNC Racing ha iniziato a lavorare alla sua prima partecipazione alla Winston Cup (ora conosciuta come NASCAR Cup Series) come team a vettura singola. La prima entrata per la nuova squadra fu il 30 settembre 2002 con il pilota Jack Sprague, che terminò 35º. La squadra ha corso solo tre volte nel 2002. Nel 2003 la squadra ha iniziato correre a tempo pieno con diversi cambi di pilota nel corso della stagione. Il team ha vinto la sua prima gara nell'allora Busch Series nel 2004 con il pilota Jason Leffler. Nel 2006 il team si era trasferito in una nuova struttura all'avanguardia a Kannapolis, nella Carolina del Nord, e stava schierando una squadra di due auto a tempo pieno nella Cup Series. Alla fine del 2008, la squadra era ancora alle prese con un traguardo medio in carriera di poco meno del 27º posto.
Alla fine del 2008, Haas ha annunciato che avrebbe unito le forze con il pilota Tony Stewart; Stewart avrebbe guidato per la squadra e in cambio avrebbe ricevuto una quota del 50% nella società. Stewart ha guidato i punti per gran parte del 2009, vincendo quattro volte a Pocono, Daytona, Watkins Glen e Kansas, finendo sesto in classifica. Stewart ha avuto un 2010 mediocre prima di raccogliere vittorie ad Atlanta e Fontana, mentre Newman ha vinto a Phoenix. Stewart ha vinto il campionato Sprint Cup 2011, vincendo 5 delle 10 gare di Chase.
Haas era presente alla prima vittoria della squadra nel maggio 2009, quando Stewart ha vinto l'All-Star Race. Haas si è unito a Stewart anche sul podio all'Homestead-Miami Speedway il 20 novembre 2011, quando Stewart ha vinto la Ford EcoBoost 400 quel giorno e ha conquistato il suo terzo campionato Sprint Cup. Stewart-Haas ha vinto il suo secondo titolo di Coppa con Kevin Harvick nel 2014. Il 30 settembre 2015, Stewart ha annunciato il suo ritiro dalle Cup Series come pilota dopo la stagione 2016.
Il team attualmente gestisce vetture nella Cup Series per Harvick (n. 4), Chase Briscoe (n. 14), Aric Almirola (n. 10) e Cole Custer (n. 41).

### Formula 1
Nel gennaio 2014, Haas ha confermato di aver formalmente presentato alla FIA il suo interesse per entrare nel mondiale di F1 2015 o 2016, con un team chiamato Haas F1 Team. In data 11 aprile 2014, Haas ha annunciato di aver ottenuto la licenza dalla FIA. Il 28 maggio, invece, è stato rivelato che la squadra avrebbe debuttato nel 2016. L'esordio del team è effettivamente avvenuto nel Gran Premio d'Australia 2016, cogliendo un ottimo sesto posto.